# Pfarrkirche Kirchberg in Tirol

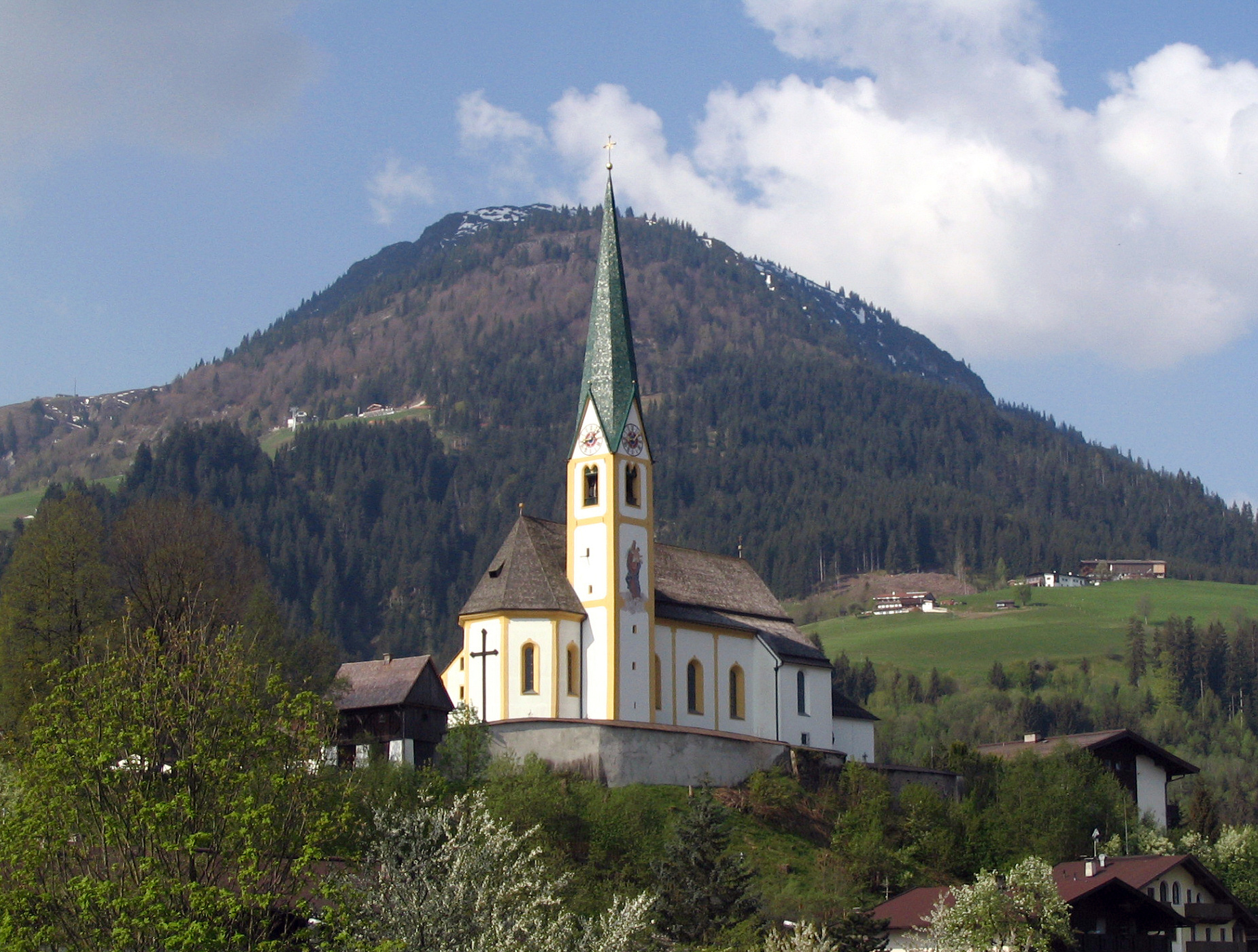
Pfarrkirche hl. Ulrich in Kirchberg in Tirol

Die römisch-katholische Pfarrkirche Kirchberg in Tirol steht in der Gemeinde Kirchberg in Tirol im Bezirk Kitzbühel in Tirol. Sie ist dem heiligen Ulrich geweiht und gehört zum Dekanat Brixen im Thale in der Erzdiözese Salzburg. Die Kirche steht unter Denkmalschutz (Listeneintrag).

## Lagebeschreibung
Die Kirche steht am Rande einer Terrasse auf 827 Meter Seehöhe.

## Geschichte
Älteste Spuren für die Besiedlung Kirchbergs gehen in die vorgeschichtliche Zeit zurück, nämlich in die jüngere Bronzezeit (1100–900 v. Chr.). Um die Mitte des 6. Jh. begann die Landnahme durch die Baiern.
Im Jahre 902 schenkte der königliche Ministeriale Radolt das Prichsental mit Sperten oder Kirchberg den Bischöfen von Regensburg, die es durch Vögte verwalten ließen. 1241 wird Sperten als Bezeichnung des Dorfes unter dem „Chirchberg“ erstmals genannt. 1333 wird von der „Gemeinschaft vom Pfarrvolk von Sperten“ gesprochen. 1377 verpfändete Bischof Konrad VI. von Haimberg das Brixental mit Kirchberg an Bischof Friedrich von Chiemsee. 1380 verkaufte der es gegen Zahlung von 18.000 ungarischen Gulden mit dem Vorbehalt eines Rückkaufes und 1385 gegen eine Zahlung von weiteren 8000 ungarischen Gulden für immer an den Erzbischof von Salzburg. 1816 wurde die Vereinigung des Brixentales beschlossen und damit wurde auch Kirchberg in Tirol ein Teil Salzburgs.

## Gründungslegende
1332 wird erstmals eine Kapelle zum Hl. Michael als Filialkirche der Mutterpfarre Brixen im Thale erwähnt, welche im 13. Jahrhundert errichtet wurde und sich im Ort Sperten (Spertendorf befindet sich am Fuße des Rauhen Kopfes verstreut über den gesamten Kirchberger Sonnberg) unter dem „Chirperg“ befand. Das damalige Patrozinium scheint mit dem bereits 1333 erwähnten Friedhof im Zusammenhang zu stehen.
Einer Legende nach hätte die kleine Kapelle unter dem „Chirchperg“ erweitert oder neu gebaut werden sollen. Schon vor einem Neubau hatten Arbeiter Dachschindeln zugeschnitten, um später das neue Langhaus und den Turm decken zu können. Plötzlich kamen Tauben angeflogen, schnappten sich einige Schindeln und flogen damit auf dem Kirchberg oberhalb des Ortes. Nach kurzer Zeit entdeckte das Pfarrvolk von Sperten die Schindeln auf dem Berg und sahen darin ein Zeichen Gottes, die Kirche an diesem Ort zu errichten. Noch heute thront die Kirche auf dem Berg über das Dorf wie ein Beschützer. Ab 1426 scheint erstmals der Hl. Ulrich von Augsburg als Mitpatron auf, der schließlich den Hl. Michael als Hauptpatron verdrängte.

## Architektur

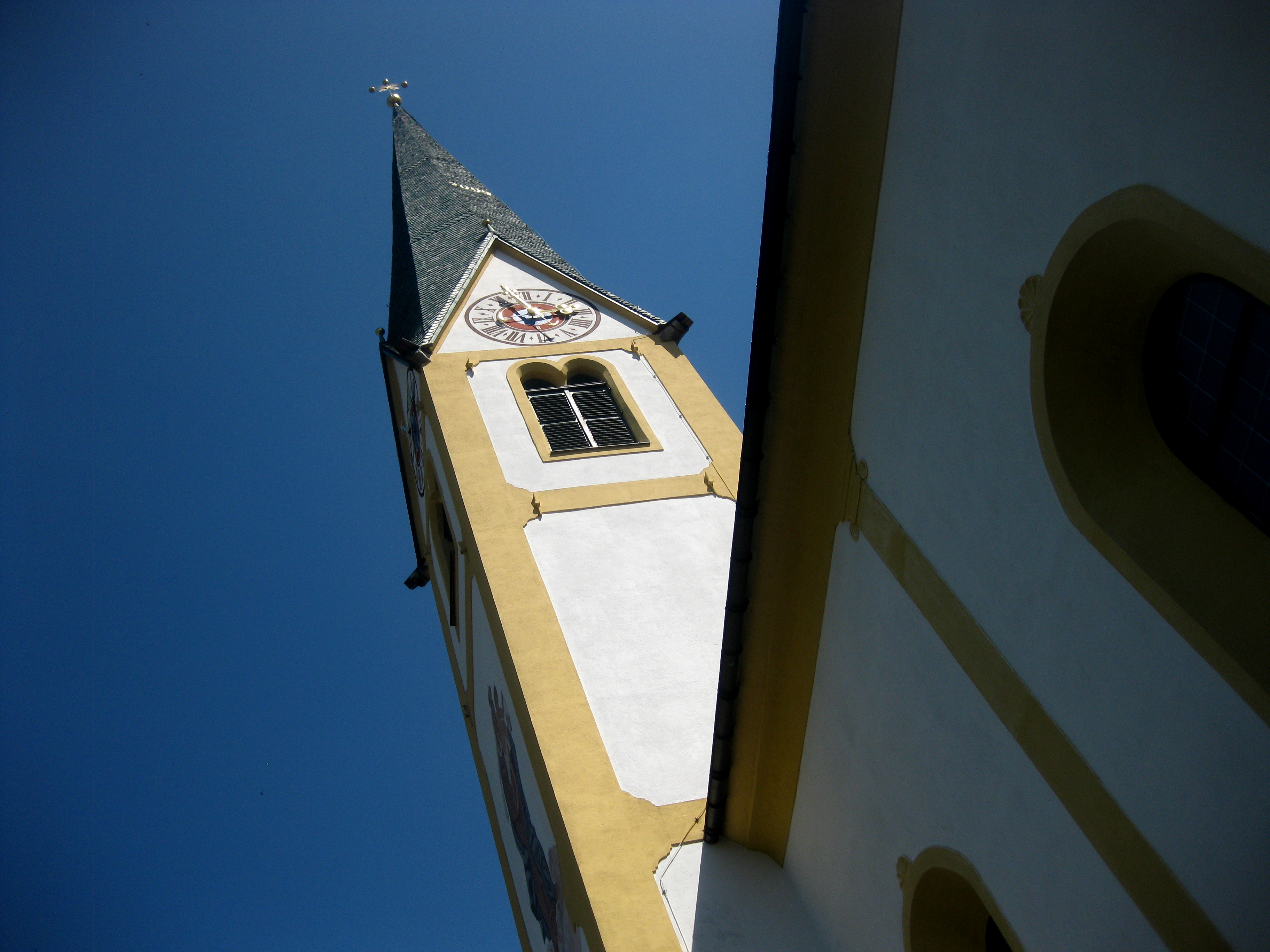
Kirchturm

### Außengestaltung
1511 wurde die Kirche im gotischen Stil auf dem Kirchberg neu errichtet. Das 32 m lange, 11 m breite und etwa 12 m hohe Langenhaus blieb bis heute unverändert erhalten. An der Nordostseite steht der etwa 40 m hohe und schmalwirkende Turm mit einem grünen Spitzdach, welcher an der Nordseite die vom Kirchberger Kirchenmaler Michael Lackner überlebensgroß gemalte Madonna mit Jesukind zeigt. An der Südostseite ist die Sakristei angebaut. Die Kirchenfenster sind recht klein und schließen mit einem Rundbogen ab. Der Anstrich ist weiß mit gelben Konturen. Ende des 20. Jahrhunderts plante der Architekt Clemens Holzmeister einen Zubau. Die Kirche wurde um eine Vorhalle und um zwei Hallen im West-Eingangsbereich erweitert. Die Kirche ist von einem Friedhof umgeben.

### Innengestaltung

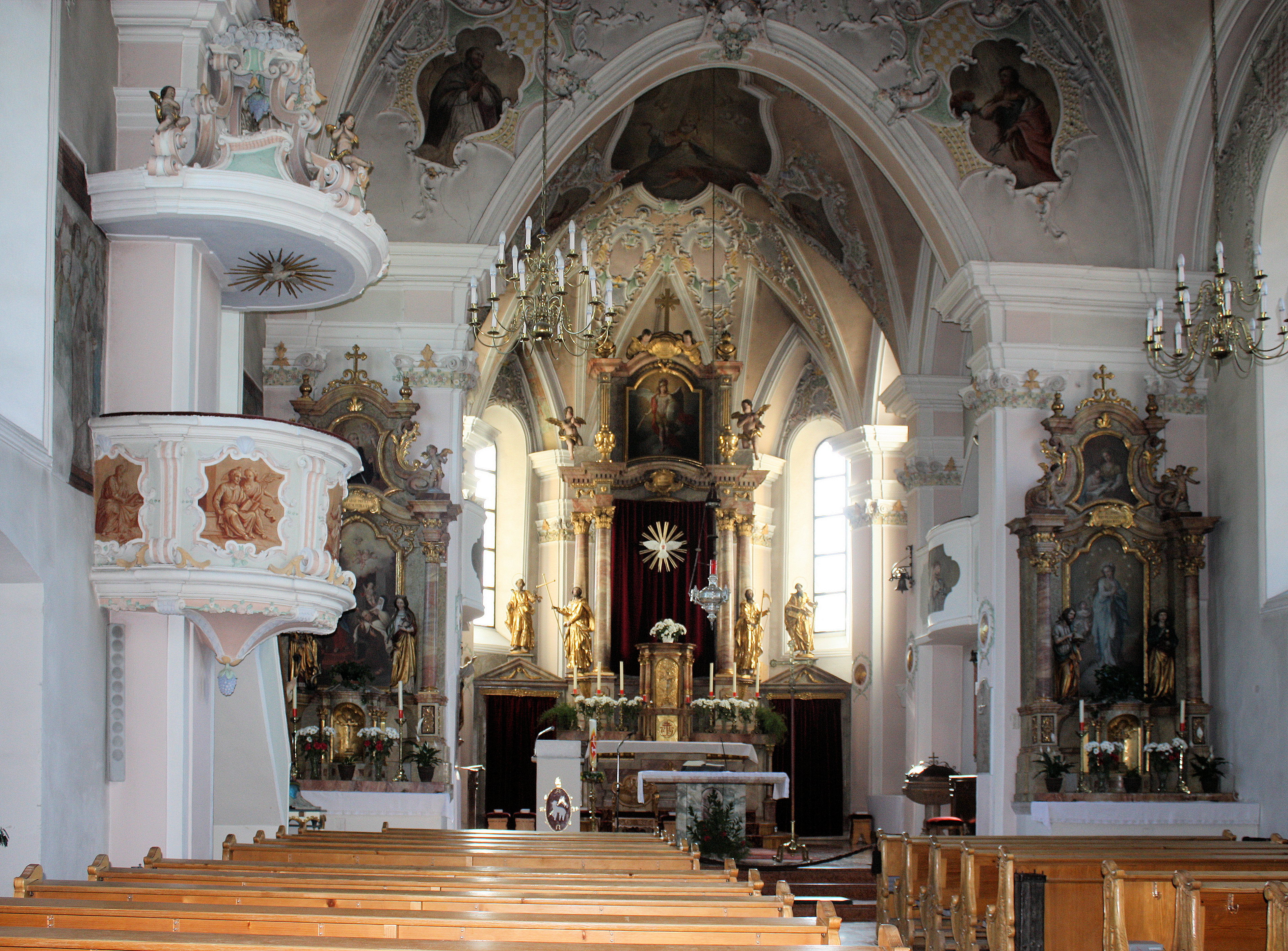
Innenansicht, Blick zum Chor

Im 18. Jahrhundert wurde das Gotteshaus umgestaltet und das Kircheninnere wurde von Kassian Singer (1712–1759) barockisiert. Das Gotteshaus enthält drei Altäre. An der Westseite findet man eine barocke Kanzel. Auf der Empore befindet sich die 1996 eingeweihte Orgel von Martin Pflüger. 1977/80 renovierte man die Pfarrkirche, als sie nach Plänen des Tiroler Architekten Clemens Holzmeister erweitert wurde. Die Bankseiten wurden von Bildhauer Peter Paul Stolzlechner geschnitzt. 2015 erfolgte eine erneute Innenrenovierung der Pfarrkirche. Die bereits verblassten Malereien wurden neu vermalt und der alte Kirchboden wurde durch einen neuen helleren ersetzt. Der Altar wurde ebenso ersetzt. Gegen Ende 2015 erfolgte die Einweihung des neuen Altars sowie der neu renovierten Kirche.

## Glocken
Der Kirchturm beherbergt ein fünfstimmiges Geläut. Die Glocken wurden höchstwahrscheinlich 1950 von der Glockengießerei Grassmayr in Innsbruck gegossen. Sie werden recht hoch angeschlagen und besitzen alle einen Klöppelfänger.
| Nr. | Name         | Gussjahr | Gießer und Gussort   | Durchmesser (mm) | Gewicht (kg) | Nominal (HT-1/16) |
| 1   | Große Glocke | 1950     | Grassmayr, Innsbruck | 1450             | 1885         | des1 0+0          |
| 2   |              | 1950     | Grassmayr, Innsbruck | 1160             | ≈0920        | f1 0+0            |
| 3   |              | 1950     | Grassmayr, Innsbruck | 0970             | ≈0570        | as1 0+0           |
| 4   |              | 1950     | Grassmayr, Innsbruck | 0840             | ≈0370        | b1 0+0            |
| 5   | Sterbeglocke | 1950     | Grassmayr, Innsbruck | 0710             | ≈0220        | des2 0+0          |